# فریگیه
فریگیه یا فریژیه (به یونانی: Φρυγία)، نام یک پادشاهی در جهان باستان، در غرب بخش مرکزی آناتولی (واقع در ترکیه امروزی) بود. بر پایهٔ هرودوت، فریگی‌ها نخست در بالکان جنوبی و تحت نام بریگ‌ها (Bryges) می‌زیستند، که پس از مهاجرت نهایی‌شان به آناتولی به فریگ‌ها تغییر نام یافتند.
در زمان طلوع دولت‌شهر تروآ، بخشی از بریگ‌ها یا به عنوان متحدان تروجان‌ها یا تحت حمایت تروآ به آناتولی مهاجرت کردند. از آنجا که زبان تروجانی نجات نیافته‌است، رابطهٔ دقیقش با زبان فریگی و موضوع پیوستگی جامعهٔ فریگی به جامعهٔ تروآ مسئله‌ای حل‌نشده باقی مانده‌است. به همین ترتیب، تاریخ مهاجرت و رابطهٔ فریگی‌ها با امپراتوری هیتی نامشخص است. اگرچه آن‌ها اغلب به عنوان بخشی از گروه «تراکو-فریگی» شناخته می‌شوند. تاریخ رایج ۱۲۰۰ پیش از میلاد استفاده می‌شود، که اواخر کار امپراتوری هیتی است. این قطعی است که فریگیه در سرزمین هیتی بنا شد، اما نه در مرکز قدرت هیتی‌ها در خمیدگی بزرگ رود هالیس، جایی که آنکارا امروز واقع شده‌است.
از سرآغازهای قومی و روستایی، حکومت فریگیه در سده ۸ پیش از میلاد، به پایتختی شهر گردیوم برخاست. در طول این دوره، فریگی‌ها به سمت شرق گسترش یافتند و به غصب پادشاهی اورارتو، نوادگان هوری‌ها (رقیب پیشین هیتی‌ها)، پرداختند.
وانگهی پادشاهی فریگی‌ها توسط فاتحان کیمری در حدود ۶۹۰ پیش از میلاد در هم شکست، سپس برای مدت کوتاهی توسط همسایه‌اش لیدی تصرف شد، تا اینکه به تسخیر شاهنشاهی ایران توسط کوروش درآمد. بعدتر تحت سلطهٔ امپراتوری اسکندر و جانشینانش درآمد، و سپس توسط سلسله آتالیدهای پرگامون تسخیر شد، تا اینکه سرانجام به بخشی از امپراتوری روم تبدیل گشت. آخرین اشارات به زبان فریگی مربوط به سده ۵ میلادی است و ظاهراً تا سده ۷ میلادی منقرض شده‌است.